# Campagne 2019-2021 de l'équipe de France féminine de football
Maillots
Chronologie
Saison précédente Saison suivante
La campagne 2019-2021 de l'équipe de France féminine de football fait suite à la Coupe du monde 2019, au cours de laquelle les Bleues ont échoué en quarts de finale.  Durant cette période la sélection française dispute, outre des matchs amicaux, des éliminatoires en vue de la qualification pour l'Euro 2021 mais aussi la première édition du Tournoi de France, un nouveau tournoi amical organisé par la FFF.

## Historique

### Contexte
À l'été 2019, l'équipe de France féminine de football sort d'une Coupe du monde en demi-teinte, remportant ses trois matchs de poules, éliminant le Brésil en prolongation, mais échouant en quart de finale contre les futures championnes du monde américaines. De plus, faute d'avoir terminé dans les trois meilleures équipes européennes, les Bleues ne participeront pas aux Jeux olympiques 2020 à Tokyo.
Deux mois après leur élimination, les Bleues commencent leur préparation avant les qualifications à l'Euro 2021 avec une victoire fin août contre l'Espagne (2-0) au stade Gabriel-Montpied à Clermont-Ferrand. Les deux buts de la rencontre sont inscrits par les attaquantes lyonnaises Eugénie Le Sommer et Delphine Cascarino. En octobre, les Bleues remportent un nouveau succès en amical en s'imposant contre l'Islande 4 à 0, au stade des Costières à Nîmes.

### Éliminatoires de l'Euro
| Rang | Équipe            | Pts | J | G | N | P | Bp | Bc | Diff |
| ---- | ----------------- | --- | - | - | - | - | -- | -- | ---- |
| 1    | France            | 22  | 8 | 7 | 1 | 0 | 44 | 0  | +44  |
| 2    | Autriche          | 19  | 8 | 6 | 1 | 1 | 22 | 3  | +19  |
| 3    | Serbie            | 12  | 8 | 4 | 0 | 4 | 21 | 12 | +9   |
| 4    | Macédoine du Nord | 6   | 8 | 2 | 0 | 6 | 8  | 39 | -31  |
| 5    | Kazakhstan        | 0   | 8 | 0 | 0 | 8 | 2  | 43 | -41  |

L'équipe de France débute en octobre 2019 les éliminatoires de l'Euro 2021 par un déplacement victorieux au Kazakhstan (0-3). Les Bleues ont dû attendre la seconde période pour concrétiser leur supériorité face à l'équipe kazakh grâce à des buts de Valérie Gauvin, Eugénie Le Sommer et Marie-Antoinette Katoto. Pour leur deuxième match éliminatoire, en novembre, sur la pelouse du Matmut Atlantique à Bordeaux, les joueuses de Corinne Diacre ont largement dominé la Serbie. Elles signent une nette victoire 6 à 0 grâce notamment à un triplé d'Amel Majri. Grâce à ces deux victoires, la France démarre parfaitement les éliminatoires pour l'Euro 2021 (dont la phase finale est reportée en 2022 pour ne pas chevaucher avec l'Euro des hommes, déplacé de 2020 à 2021 à cause de la pandémie de Covid-19).
Après sept mois d'arrêt, les Bleues reprennent le 18 septembre 2020 les éliminatoires de l'Euro 2022 avec une rencontre en Serbie, à Subotica. Elles s'assurent la victoire en première période avec un but contre son camp de la Serbie et un autre de Majri. Ce match voit également la première sélection de Melvine Malard. Quatre jours plus tard, elles se rendent à Skopje en Macédoine du Nord. Contre la 129e sélection au classement FIFA, l'avant-dernière européenne, les Bleues se régalent et signent un 7-0. Eugénie Le Sommer inscrit un doublé, ses 81e et 82e buts en sélection, et établit un nouveau record de l'histoire du football français devant les 81 buts de Marinette Pichon. Marie-Antoinette Katoto marque également un doublé tandis que Marion Torrent et Elisa De Almeida s'offrent leurs premiers buts en sélection.
Un mois après, les Bleues retrouvent la Macédoine du Nord à domicile, au stade de la Source d'Orléans. Elles signent une soirée parfaite en assommant cette équipe 11 buts à 0. Dès la 10e seconde de jeu, Gauvin inscrit le but le plus rapide de l'histoire des Bleues. La capitaine du soir et nouvelle meilleure buteuse des Bleues, Eugénie Le Sommer, inscrit un quadruplé. L'Équipe de France féminine remporte ainsi une cinquième victoire en cinq matches dans ces éliminatoires de l'Euro 2022 et s'empare de la première place du groupe G, avec une meilleure différence de buts que l'Autriche, son futur adversaire. En Autriche, les Bleues concèdent le match nul (0-0), après avoir pourtant dominé toute la partie et eu de nombreuses opportunités d'ouvrir le score. Manquant d'efficacité offensive, elles restent tout de même en tête du groupe.
En novembre, alors que l'équipe de France est marquée par un conflit public entre la sélectionneuse et certaines joueuses, elle dispute le match retour face à l'Autriche à Guingamp. Elles réalisent alors un très bon match, mettant l'intensité nécessaire pour dominer techniquement et physiquement les Autrichiennes. Renard ouvre le score d'une tête puissante dès la 11e minute. Marie-Antoinette Katoto inscrit un doublé sur une tête, servie par Cascarino (27e), puis poussant le ballon dans les buts à la réception d'un corner (73e). Clara Matéo dispute ses premières minutes avec les Bleues, qui s'assurent la première place du groupe grâce à cette victoire et se qualifient pour l'Euro 2022, qui aura lieu du 6 au 31 juillet en Angleterre. 
Le mardi suivant, la France achève sa phase de qualification avec un match sans enjeu face au Kazakhstan, dernier du groupe. Corinne Diacre met en place une équipe en partie remaniée, qui va dérouler son jeu avec douze buts inscrits. Elisa De Almeida débloque rapidement la situation en inscrivant son troisième but en 7 sélections, un record pour une défenseure centrale avec aussi peu de sélections. Diani et Katoto inscrivent un doublé, avant un but d'une frappe lointaine de Dali. Cette soirée voit également de nombreuses premières, avec d'abord le premier but en sélection de Périsset en première mi-temps, puis en deuxième mi-temps la première sélection pour Sandy Baltimore, qui inscrit également son premier but, tout comme Estelle Cascarino, Emelyne Laurent, Perle Morroni et Clara Matéo. Finalement, les Bleues terminent la campagne de qualification invaincues et avec aucun but encaissé.

### Tournoi de France 2020
| Rang | Équipe   | Pts | J | G | N | P | Bp | Bc | Diff |
| ---- | -------- | --- | - | - | - | - | -- | -- | ---- |
| 1    | France   | 7   | 3 | 2 | 1 | 0 | 5  | 3  | +2   |
| 2    | Pays-Bas | 3   | 3 | 0 | 3 | 0 | 3  | 3  | 0    |
| 3    | Brésil   | 2   | 3 | 0 | 2 | 1 | 1  | 2  | -1   |
| 4    | Canada   | 2   | 3 | 0 | 2 | 1 | 1  | 2  | -1   |

Dans la continuité du plan de développement du football féminin mis en place depuis 2011, et de la Coupe du monde 2019 organisée en France, la FFF lance le Tournoi de France, un tournoi amical international. La première édition se déroule du 4 au 10 mars 2020 et réuni avec la France, l'équipe des Pays-Bas, vice-championne du monde, le Canada et le Brésil. Le premier match des Bleues se déroule à Calais au Stade de l'Épopée contre le Canada tandis les deux autres seront à Valenciennes au Stade du Hainaut contre le Brésil et les Pays-Bas.
Le 4 mars, les Bleues maîtrisent leur adversaire canadien, inoffensif, et remportent leur premier match du tournoi grâce à but de Viviane Asseyi sur coup franc. Trois jours plus tard, l'équipe de France confirme face au Brésil sur le même score de 1-0 grâce à un but de Valérie Gauvin et remporte le tournoi.
Pour leur dernier match du tournoi, joué à huis clos en raison de la pandémie de Covid-19, les Bleues arrachent le match nul 3-3 contre les Pays-Bas en fin de match grâce à un but d'Ouleymata Sarr.

### Matchs amicaux
Alors que la France devait accueillir le Tournoi de France 2021 en février, la Norvège et l'Islande renoncent à leur participation à cause de la situation sanitaire. Ainsi, deux matchs amicaux sont finalement organisés face à la Suisse durant cette trêve internationale. Pour le premier match, Corinne Diacre innove en mettant en place une défense à trois. Grâce à Wendie Renard de la tête puis Perle Morroni en fin de match, les Bleues obtiennent une victoire méritée, mais laissent un sentiment mitigé alors que le système de jeu a été difficilement maîtrisé. Lors du deuxième match, trois jours plus tard, les Bleues ont davantage la possession mais n'arrive pas à concrétiser leurs occasions face à un bloc défensif compact. C'est finalement Renard qui les délivre en fin de match, sur un coup franc tiré par Périsset puis sur pénalty. La France repart donc de Metz avec deux victoires 2-0 contre la Suisse.
Le rassemblement d'avril se fait sans les Lyonnaises, excepté Eugénie Le Sommer, qui font face à un cluster dans leur club. La France accueille le 9 l'Angleterre, sixième au classement mondial, au stade Michel-d'Ornano de Caen. Ainsi pour la première fois depuis quinze ans, aucune joueuse de l'Olympique lyonnais n'est dans le onze de départ. Efficaces en attaque, les Bleues marquent trois buts grâce à Baltimore à la 32e minute puis Asseyi et Katoto en seconde période. Elles parviennent également à résister dans leurs périodes plus difficiles, ne concédant qu'un pénalty. Ainsi, la France s'impose 3-1 avant d'affronter les championnes du monde américaines le 13. Quatre jours plus tard, les Bleues se présentent au Havre face aux États-Unis avec une équipe rajeunie et inexpérimentée, alors que leur adversaire se présentait avec un onze type. Dépassées à la fois en vitesse, à l'impact et techniquement, les joueuses de Corinne Diacre sont surclassées (0-2) et voit leur série d'invincibilité s'arrêter à 16 matches (14 victoires, 2 nuls). Affichant énormément de fébrilité et d'inexpérience face au pressing adverse intense, les Bleues se font punir dès le début du match, d'abord sur pénalty par Rapinoe à la 5e minute, puis par l'intermédiaire de Morgan à la 19e qui se déjoue trop facilement de la défense française. Par ailleurs, Grace Kazadi vit sa première sélection en entrant en jeu à la 61e minute.
Pour son dernier rassemblement de la saison, la France rencontre l'Allemagne le 10 juin 2021 dans un stade de la Meinau accueillant du public (près de 2 000 spectateurs. Les deux équipes, qui font face à d'importants forfaits, ont de nombreuses occasions mais c'est Kenza Dali qui ouvre le score pour la France d'une frappe lointaine. Wendie Renard par ailleurs réalise un grand match en stoppant de nombreuses occasions. Finalement, les Bleues s'imposent sur ce score de 1-0.

## Joueuses et encadrement

### Sélectionneuse
La sélectionneuse de l'équipe de France féminine est Corinne Diacre. Elle est nommée à ce poste le 30 août 2017, en remplacement d'Olivier Echouafni, pour une durée de quatre ans. Malgré l'échec de la Coupe du monde 2019 en France (quart de finaliste), elle est confirmée à son poste par Noël Le Graët, président de la FFF.

### Joueuses utilisées
| Adversaire              |                   |                   |                   |                   |                   |                   |                   |                   |                   |                   |                   |                   |                   |                   |                   |                   |                   |                   |
| Compétition             | A.                | A.                | É.                | É.                | TdF.              | TdF.              | TdF.              | É.                | É.                | É.                | É.                | É.                | É.                | A.                | A.                | A.                | A.                | A.                |
| Gardiennes de but       | Gardiennes de but | Gardiennes de but | Gardiennes de but | Gardiennes de but | Gardiennes de but | Gardiennes de but | Gardiennes de but | Gardiennes de but | Gardiennes de but | Gardiennes de but | Gardiennes de but | Gardiennes de but | Gardiennes de but | Gardiennes de but | Gardiennes de but | Gardiennes de but | Gardiennes de but | Gardiennes de but |
| ----------------------- | ----------------- | ----------------- | ----------------- | ----------------- | ----------------- | ----------------- | ----------------- | ----------------- | ----------------- | ----------------- | ----------------- | ----------------- | ----------------- | ----------------- | ----------------- | ----------------- | ----------------- | ----------------- |
| Sarah Bouhaddi          | 90                |                   | 90                | 90                | 90                |                   |                   |                   |                   |                   |                   |                   |                   |                   |                   |                   |                   |                   |
| Pauline Peyraud-Magnin  |                   | 90                |                   |                   |                   | 90                |                   | 90                | 90                | 90                | 90                | 90                | 90                | 90                | 90                | 90                | 90                | 90                |
| Solène Durand           |                   |                   |                   |                   |                   |                   | 90                |                   |                   |                   |                   |                   |                   |                   |                   |                   |                   |                   |
| Défenseuses             |                   |                   |                   |                   |                   |                   |                   |                   |                   |                   |                   |                   |                   |                   |                   |                   |                   |                   |
| Wendie Renard           | 90                | 90                | 90                | 90                | 90                | 90                |                   |                   |                   |                   | 90                | 90                |                   | 90                | 90                |                   |                   | 90                |
| Sakina Karchaoui        | 90                | 90                | 90                | 90                | 90                | 90                | r25               | 90                | 64                | 58                | 90                | 90                |                   | 78                |                   |                   |                   | 90                |
| Marion Torrent          | 90                | 90                | 90                | 90                | 90                |                   | 90                | 90                | 90                |                   | 61                |                   |                   | 90                |                   | 84                | 60                |                   |
| Griedge Mbock           | 45                |                   | 90                | 90                | 90                |                   | 90                |                   |                   |                   |                   |                   |                   |                   |                   |                   |                   |                   |
| Aïssatou Tounkara       | r45               | 85                |                   |                   |                   | 90                | 90                |                   |                   | 90                | 90                |                   |                   | 90                | 90                | 90                | 90                | 90                |
| Elisa De Almeida        |                   | r5                |                   |                   |                   |                   |                   | 90                | 90                | 90                | r29               | 90                | 90                | 67                |                   | 90                | 90                |                   |
| Ève Périsset            |                   |                   |                   |                   |                   | 90                |                   |                   |                   |                   |                   | 90                | 90                | r23               | 90                | r6                | 90                | 90                |
| Perle Morroni           |                   |                   |                   |                   |                   | r10               | 90                |                   | r26               | r32               |                   |                   | 90                | r12               | 90                | 90                |                   |                   |
| Estelle Cascarino       |                   |                   |                   |                   |                   |                   |                   | 90                | 90                | 90                |                   |                   | 90                |                   |                   |                   |                   |                   |
| Grace Kazadi            |                   |                   |                   |                   |                   |                   |                   |                   |                   |                   |                   |                   |                   |                   |                   |                   | r30               |                   |
| Milieux de terrain      |                   |                   |                   |                   |                   |                   |                   |                   |                   |                   |                   |                   |                   |                   |                   |                   |                   |                   |
| Grace Geyoro            | 73                | 90                | 90                | 90                | 90                | r21               | r45               |                   |                   | 90                | 75                | 90                | 61                | 90                | 63                | 90                | 45                | 90                |
| Amandine Henry          | 82                |                   |                   |                   | 90                | r31               | 45                |                   |                   |                   |                   | 59                |                   |                   |                   |                   |                   |                   |
| Gaëtane Thiney          | 45                |                   |                   | r29               |                   |                   |                   |                   |                   |                   |                   |                   |                   |                   |                   |                   |                   |                   |
| Amel Majri              | r45               | r26               | 67                | 90                | 62                | 80                |                   | 64                |                   |                   | r15               | 90                | 45                | 61                | 45                |                   |                   | 90                |
| Charlotte Bilbault      | r8                | 90                | 90                | 68                | r28               | 59                | 90                | 90                | 90                | 67                | 90                | 90                | 90                | 67                | 90                |                   |                   |                   |
| Kenza Dali              | r17               | 64                |                   | 61                |                   | 90                | r14               |                   | r29               | r23               |                   | r31               | 90                |                   |                   | r6                | 61                | 30                |
| Maéva Clemaron          |                   |                   |                   |                   |                   |                   |                   | r3                |                   |                   |                   |                   | r29               |                   |                   |                   |                   |                   |
| Oriane Jean-François    |                   |                   |                   |                   |                   |                   |                   |                   |                   | r12               |                   |                   |                   |                   |                   |                   |                   |                   |
| Sandie Toletti          |                   |                   |                   |                   |                   |                   |                   |                   |                   |                   |                   |                   |                   | r23               | 83                |                   |                   | 83                |
| Léa Khelifi             |                   |                   |                   |                   |                   |                   |                   |                   |                   |                   |                   |                   |                   |                   | r27               |                   | r29               | r7                |
| Ella Palis              |                   |                   |                   |                   |                   |                   |                   |                   |                   |                   |                   |                   |                   |                   | r7                | 59                | r45               | r60               |
| Inès Jaurena            |                   |                   |                   |                   |                   |                   |                   |                   |                   |                   |                   |                   |                   |                   |                   | r31               | 90                |                   |
| Attaquantes             |                   |                   |                   |                   |                   |                   |                   |                   |                   |                   |                   |                   |                   |                   |                   |                   |                   |                   |
| Eugénie Le Sommer       | 90                | 80                | 90                |                   | r28               | 59                | 45                | 73                | 90                | 90                | 90                |                   |                   |                   |                   |                   | 90                |                   |
| Kadidiatou Diani        | 89                |                   | 60                |                   | 72                |                   | 65                | 87                |                   | 58                | 90                |                   | 45                | 62                | r27               | 84                |                   |                   |
| Valérie Gauvin          | 57                | 85                | 82                | 45                | r7                | 59                | 65                |                   |                   | 78                | 85                |                   |                   |                   |                   | 58                | r45               | 64                |
| Delphine Cascarino      | r33               | 90                | r30               | 90                | r18               | 69                |                   | 90                | 59                | r32               | r29               | 71                |                   | 78                | r45               |                   |                   |                   |
| Viviane Asseyi          | r1                | r10               | r8                | r22               | 62                | r31               | r45               | r17               | 90                | 67                | 61                |                   |                   |                   |                   | r32               | 45                | 83                |
| Marie-Antoinette Katoto |                   | r5                | r23               | r45               | 83                |                   | 76                | 90                | 51                | r23               | r5                | 83                | 45                |                   |                   | 90                | 45                |                   |
| Ouleymata Sarr          |                   |                   |                   |                   |                   | r31               | r25               |                   | r39               |                   |                   |                   |                   |                   |                   |                   |                   |                   |
| Melvine Malard          |                   |                   |                   |                   |                   |                   |                   | r26               | 90                |                   |                   |                   |                   | r12               | 63                |                   |                   |                   |
| Clara Matéo             |                   |                   |                   |                   |                   |                   |                   |                   |                   |                   |                   | r19               | r45               | r28               | 45                |                   |                   | r26               |
| Emelyne Laurent         |                   |                   |                   |                   |                   |                   |                   |                   |                   |                   |                   | r7                | r45               |                   |                   |                   |                   |                   |
| Sandy Baltimore         |                   |                   |                   |                   |                   |                   |                   |                   |                   |                   |                   |                   | r45               | r29               | r45               | 90                | r45               |                   |
| Kessya Bussy            |                   |                   |                   |                   |                   |                   |                   |                   |                   |                   |                   |                   |                   |                   |                   |                   |                   | r7                |
| Compétition             | A.                | A.                | É.                | É.                | TdF.              | TdF.              | TdF.              | É.                | É.                | É.                | É.                | É.                | É.                | A.                | A.                | A.                | A.                | A.                |
| Adversaire              |                   |                   |                   |                   |                   |                   |                   |                   |                   |                   |                   |                   |                   |                   |                   |                   |                   |                   |

- A. = Match amical
- TdF. = Tournoi de France 2020, amical
- É. = Éliminatoires du Championnat d'Europe féminin de football 2021

## Statistiques

### Matchs de la campagne 2019-2021
Le tableau suivant liste les rencontres de l'équipe de France depuis la fin de la Coupe du monde 2019.
| No | Date              | Ville, stade                                  | Adversaire        | Score  | Comp. | Buteuse(s) pour la France | Buteuse(s) pour l'adversaire              | Affluence |
| -- | ----------------- | --------------------------------------------- | ----------------- | ------ | ----- | --- | ----------------------------------------- | --------- |
| 1  | 31 août 2019      | Clermont-Ferrand, Stade Gabriel-Montpied      | Espagne           | G 2-0  | A.    | Le Sommer 27e, D. Cascarino 76e | -                                         | 9 508     |
| 2  | 4 octobre 2019    | Nîmes, Stade des Costières                    | Islande           | G 4-0  | A.    | Le Sommer 4e 16e, D. Cascarino 66e, Majri 85e                                                                                             | -                                         | 11 384    |
| 3  | 8 octobre 2019    | Chimkent, Kazhimukan Munaitpasov Stadium (en) | Kazakhstan        | G 0-3  | É.    | Gauvin 57e, Le Sommer 70e, Katoto 89e | -                                         | 1 193     |
| 4  | 9 novembre 2019   | Bordeaux, Matmut Atlantique                   | Serbie            | G 6-0  | É.    | Majri 7e 12e 63e, Geyoro 31e, Katoto 51e, Asseyi 90+3e                                                                                    | -                                         | 21 211    |
| 5  | 4 mars 2020       | Calais, Stade de l'Épopée                     | Canada            | G 1-0  | TdF.  | Asseyi 55e | -                                         | 7 054     |
| 6  | 7 mars 2020       | Valenciennes, Stade du Hainaut                | Brésil            | G 1-0  | TdF.  | Gauvin 55e | -                                         | 17 022    |
| 7  | 10 mars 2020      | Valenciennes, Stade du Hainaut                | Pays-Bas          | N 3-3  | TdF.  | Gauvin 45e, Mbock 59e (pen.), Sarr 90+4e                                                                                                  | Wilms 29e, Spitse 33e (pen.), Martens 72e | Huis clos |
| 8  | 18 septembre 2020 | Subotica, Gradski Stadion                     | Serbie            | G 0-2  | É.    | Frajtovic 6e (csc), Majri 15e | -                                         | Huis clos |
| 9  | 22 septembre 2020 | Skopje, Toše Proeski Arena                    | Macédoine du Nord | G 0-7  | É.    | Le Sommer 14e 18e (pen.), Katoto 21e 51e, Torrent 78e, Asseyi 82e (pen.), De Almeida 90+2e                                                | -                                         | Huis clos |
| 10 | 23 octobre 2020   | Orléans, Stade de la Source                   | Macédoine du Nord | G 11-0 | É.    | Gauvin 1re, Le Sommer 5e 21e 73e 78e, De Almeida 39e, Diani 45+1e, Asseyi 55e, Geyoro 60e 62e, D. Cascarino 76e                           | -                                         | 612       |
| 11 | 27 octobre 2020   | Wiener Neustadt, Wiener Neustadt Arena        | Autriche          | N 0-0  | É.    | - | -                                         | 650       |
| 12 | 27 novembre 2020  | Guingamp, Stade de Roudourou                  | Autriche          | G 3-0  | É.    | Renard 11e, Katoto 27e 73e | -                                         | Huis clos |
| 13 | 1er décembre 2020 | Vannes, Stade de la Rabine                    | Kazakhstan        | G 12-0 | É.    | De Almeida 5e, Diani 7e 17e, Katoto 12e 16e, Dali 24e, Périsset 33e, E. Cascarino 50e, Laurent 58e, Morroni 67e, Baltimore 72e, Matéo 83e | -                                         | Huis clos |
| 14 | 20 février 2021   | Longeville-lès-Metz, Stade Saint-Symphorien   | Suisse            | G 2-0  | A.    | Renard 12e, Morroni 81e | -                                         | Huis clos |
| 15 | 23 février 2021   | Longeville-lès-Metz, Stade Saint-Symphorien   | Suisse            | G 2-0  | A.    | Renard 77e, 90+1e (pen.) | -                                         | Huis clos |
| 16 | 9 avril 2021      | Caen, Stade Michel-d'Ornano                   | Angleterre        | G 3-1  | A.    | Baltimore 32e, Asseyi 63e (pen.), Katoto 82e                                                                                              | Kirby 79e (pen.)                          | Huis clos |
| 17 | 13 avril 2021     | Le Havre, Stade Océane                        | États-Unis        | P 0-2  | A.    | - | Rapinoe 5e (pen.), Morgan 19e             | Huis clos |
| 18 | 10 juin 2021      | Strasbourg, Stade de la Meinau                | Allemagne         | G 1-0  | A.    | Dali 30e | -                                         | -         |

| Score : - G = Match gagné - N = Match nul - P = Match perdu                                                                                               |
| Compétition : - A. = Match amical - TdF. = Tournoi de France 2020, amical - É. = Éliminatoires du Championnat d'Europe féminin de football 2021, groupe G |

### Buteuses
10 buts           
- Eugénie Le Sommer ( Espagne,  Islande x2,  Kazakhstan,  Macédoine du Nord x2,  Macédoine du Nord x4)

9 buts          
- Marie-Antoinette Katoto ( Kazakhstan,  Serbie,  Macédoine du Nord x2,  Autriche x2,  Kazakhstan x2,  Angleterre)

5 buts      
- Amel Majri ( Islande,  Serbie x3,  Serbie)
- Viviane Asseyi ( Serbie,  Canada,  Macédoine du Nord,  Macédoine du Nord,  Angleterre)

4 buts     
- Valérie Gauvin ( Kazakhstan,  Brésil,  Pays-Bas,  Macédoine du Nord)
- Wendie Renard ( Autriche,  Suisse,  Suisse x2)

3 buts    
- Delphine Cascarino ( Espagne,  Islande,  Macédoine du Nord)
- Grace Geyoro ( Serbie,  Macédoine du Nord x2)
- Elisa De Almeida ( Macédoine du Nord,  Macédoine du Nord,  Kazakhstan)
- Kadidiatou Diani ( Macédoine du Nord,  Kazakhstan x2)

2 buts   
- Perle Morroni ( Kazakhstan,  Suisse)
- Sandy Baltimore ( Kazakhstan,  Angleterre)
- Kenza Dali ( Kazakhstan,  Allemagne)

1 but  
- Griedge Mbock ( Pays-Bas)
- Ouleymata Sarr ( Pays-Bas)
- Marion Torrent ( Macédoine du Nord)
- Ève Périsset ( Kazakhstan)
- Estelle Cascarino ( Kazakhstan)
- Emelyne Laurent ( Kazakhstan)
- Clara Matéo ( Kazakhstan)

Contre son camp  (csc)
- Andjelka Frajtovic

### Passeuses
8 passes 
- Delphine Cascarino
  -  Islande x2 : à Eugénie Le Sommer et Amel Majri
  -  Kazakhstan : à Marie-Antoinette Katoto
  -  Serbie x2 : à Amel Majri x2
  -  Macédoine du Nord x2 : à Grace Geyoro x2
  -  Autriche : à Marie-Antoinette Katoto

7 passes 
- Amel Majri
  -  Islande : à Delphine Cascarino
  -  Brésil : à Valérie Gauvin
  -  Autriche : à Wendie Renard
  -  Kazakhstan : à Elisa De Almeida
  -  Kazakhstan : à Marie-Antoinette Katoto
  -  Kazakhstan : à Kadidiatou Diani
  -  Suisse : à Wendie Renard
  -  Allemagne : à Kenza Dali

4 passes 
- Kadidiatou Diani
  -  Macédoine du Nord x2 : à Eugénie Le Sommer et Viviane Asseyi
  -  Angleterre x2 : à Sandy Baltimore et Marie-Antoinette Katoto

3 passes 
- Ève Périsset
  -  Kazakhstan : à Clara Matéo
  -  Suisse : à Perle Morroni
  -  Suisse : à Wendie Renard

2 passes 
- Wendie Renard
  -  Espagne : à Delphine Cascarino
  -  Kazakhstan : à Valérie Gauvin
- Elisa De Almeida
  -  Macédoine du Nord x2 : à Valérie Gauvin et Eugénie Le Sommer
- Marie-Antoinette Katoto
  -  Kazakhstan : à Eugénie Le Sommer
  -  Kazakhstan : à Ève Périsset
- Clara Matéo
  -  Autriche : à Marie-Antoinette Katoto
  -  Kazakhstan : à Estelle Cascarino

1 passe 
- Valérie Gauvin
  -  Islande : à Eugénie Le Sommer
- Gaëtane Thiney
  -  Serbie : à Amel Majri
- Marion Torrent
  -  Pays-Bas : à Ouleymata Sarr
- Eugénie Le Sommer
  -  Macédoine du Nord : à Elisa De Almeida
- Sakina Karchaoui
  -  Macédoine du Nord : à Elisa De Almeida
- Perle Morroni
  -  Macédoine du Nord : à Eugénie Le Sommer
- Sandy Baltimore
  -  Kazakhstan : à Emelyne Laurent

## Bilan
| Rang | Équipe | Pts | J  | G  | N | P | Bp | Bc | Diff |
| ---- | ------ | --- | -- | -- | - | - | -- | -- | ---- |
| #    | France | 47  | 18 | 15 | 2 | 1 | 63 | 6  | +57  |

## Classement FIFA
Le classement mondial féminin de la FIFA est mis à jour trimestriellement. Malgré un échec en quart de finale lors de la coupe du monde 2019, la France conserve sa 4e place du classement. À l'issue de leur victoire au Tournoi de France 2020, les Bleues montent sur le podium à la troisième place.
| 2019 | mars | juil. | sept. | déc. | 2020 | mars | juin | août | déc. | 2021 | mars | juin | août | déc. |
| ---- | ---- | ----- | ----- | ---- | ---- | ---- | ---- | ---- | ---- | ---- | ---- | ---- | ---- | ---- |
| Rang | 4    | 4     | 4     | 4    | Rang | 3    | 3    | 3    | 3    | Rang | 4    |      |      |      |

## Audiences
| Diffusion                  | Diffusion | Match             | Match | Match             | Compétition             | Diffuseur | Audience moyenne | Audience moyenne | Réf.   |
| Jour                       | Heure     | Match             | Match | Match             | Compétition             | Diffuseur | Téléspectateurs  | PDA              | Réf.   |
| -------------------------- | --------- | ----------------- | ----- | ----------------- | ----------------------- | --------- | ---------------- | ---------------- | ------ |
| Samedi 31 août 2019        | 21:00     | France            | 2-0   | Espagne           | Amical                  | M6        | 1 203 000        | 6,9 %            | [ 45 ] |
| Vendredi 4 octobre 2019    | 21:00     | France            | 4-0   | Islande           | Amical                  | W9        | 866 000          | 4,3 %            | [ 46 ] |
| Mardi 8 octobre 2019       | 17:00     | Kazakhstan        | 0-3   | France            | Qualification Euro 2021 | W9        | ?                | ?                |        |
| Samedi 9 novembre 2019     | 21:00     | France            | 6-0   | Serbie            | Qualification Euro 2021 | W9        | 843 000          | 4,2 %            | [ 47 ] |
| Mercredi 4 mars 2020       | 17:00     | France            | 1-0   | Canada            | Tournoi de France       | W9        | ?                | ?                |        |
| Samedi 7 mars 2020         | 21:00     | France            | 1-0   | Brésil            | Tournoi de France       | W9        | 745 000          | 3,8 %            | [ 48 ] |
| Mardi 10 mars 2020         | 21:00     | France            | 3-3   | Pays-Bas          | Tournoi de France       | W9        | 679 000          | 3,1 %            | [ 49 ] |
| Vendredi 18 septembre 2020 | 21:00     | Serbie            | 0-2   | France            | Qualification Euro 2022 | W9        | 843 000          | 4 %              | [ 50 ] |
| Mardi 22 septembre 2020    | 21:00     | Macédoine du Nord | 0-7   | France            | Qualification Euro 2022 | W9        | 1 073 000        | 5 %              | [ 51 ] |
| Vendredi 23 octobre 2020   | 21:00     | France            | 11-0  | Macédoine du Nord | Qualification Euro 2022 | W9        | 1 004 000        | 4,4 %            | [ 52 ] |
| Mardi 27 octobre 2020      | 21:00     | Autriche          | 0-0   | France            | Qualification Euro 2022 | W9        | 1 280 000        | 5,1 %            | [ 53 ] |
| Vendredi 27 novembre 2020  | 21:00     | France            | 3-0   | Autriche          | Qualification Euro 2022 | W9        | 1 312 000        | 5,2 %            | [ 54 ] |
| Mardi 1er décembre 2020    | 21:00     | France            | 12-0  | Kazakhstan        | Qualification Euro 2022 | W9        | 1 151 000        | 4,9 %            | [ 55 ] |
| Samedi 20 février 2021     | 21:10     | France            | 2-0   | Suisse            | Amical                  | W9        | 718 000          | 3,2 %            | [ 56 ] |
| Mardi 23 février 2021      | 21:10     | France            | 2-0   | Suisse            | Amical                  | W9        | 725 000          | 3,2 %            | [ 57 ] |
| Vendredi 9 avril 2021      | 21:10     | France            | 3-1   | Angleterre        | Amical                  | W9        | 819 000          | 3,5 %            | [ 58 ] |
| Mardi 13 avril 2021        | 21:10     | France            | 0-2   | États-Unis        | Amical                  | W9        | 873 000          | 3,6 %            | [ 59 ] |
| Jeudi 10 juin 2021         | 20:55     | France            | 1-0   | Allemagne         | Amical                  | W9        | 902 000          | 4,5 %            | [ 60 ] |